# Charbonnat
Charbonnat település Franciaországban, Saône-et-Loire megyében. Lakosainak száma 227 fő (2022. január 1.). Charbonnat Thil-sur-Arroux, Luzy, La Boulaye, Cuzy, Dettey, Montmort és Saint-Nizier-sur-Arroux községekkel határos.

## Népesség
A település népességének változása:
| Lakosok száma | 255  | 253  | 248  | 249  | 250  | 250  | 239  | 227  |
|               | 2013 | 2015 | 2017 | 2018 | 2019 | 2020 | 2021 | 2022 |